# 八號芒特普萊森特鎮區 (北卡羅萊納州卡貝勒斯縣)
八號芒特普萊森特鎮區（英語：Township 8, Mount Pleasant）是位於美國北卡羅萊納州卡貝勒斯縣的一個鎮區。

## 地方資料
八號芒特普萊森特鎮區的面積為80.80平方千米，皆為陸地。根據2020年美國人口普查的數據，當地共有人口5353人，而人口密度為每平方千米66.25人。